# Нёвиль-Де
Нёви́ль-Де (фр. Neuville-Day) — коммуна во Франции, находится в регионе Шампань — Арденны. Департамент — Арденны. Входит в состав кантона Туртерон. Округ коммуны — Вузье.
Код INSEE коммуны — 08321.
Коммуна расположена приблизительно в 185 км к северо-востоку от Парижа, в 65 км севернее Шалон-ан-Шампани, в 31 км к югу от Шарлевиль-Мезьера.

## История
Деревня впервые упоминается в начале XIV века и, вероятно, принадлежала лордам Ванди. Старая церковь, ныне не существующая, была освящена в 1539 году. В 1790 году две коммуны, Нёвиль и Де, были объединены и вошли в состав кантона Туртерон. В XIX веке основу экономики составляли добыча жёлтого известняка и виноградарство.
В начале ноября 1918 года деревня Нёвиль была разрушена французской артиллерией. 12 марта 1921 года Нёвиль-Де была награждена Военным крестом (1914—1918). В начале 1920-х годов деревня была восстановлена.
Деревня была брошена жителями во время немецкого наступления в мае 1940 года. В октябре во время съёмок фильма деревня была сожжена. Восстановлена в 1945 году.

## Население
Население коммуны на 2008 год составляло 163 человека.
| 1962 | 1968 | 1975 | 1982 | 1990 | 1999 | 2008 |
| ---- | ---- | ---- | ---- | ---- | ---- | ---- |
| 183  | 220  | 193  | 185  | 162  | 154  | 163  |

## Экономика
В 2007 году среди 88 человек в трудоспособном возрасте (15—64 лет) 61 были экономически активными, 27 — неактивными (показатель активности — 69,3 %, в 1999 году было 64,3 %). Из 61 активных работали 52 человека (32 мужчины и 20 женщин), безработных было 9 (4 мужчины и 5 женщин). Среди 27 неактивных 9 человек были учениками или студентами, 7 — пенсионерами, 11 были неактивными по другим причинам.

## Достопримечательности
- Донжон Де[фр.], или Башня Де (XVI век). Памятник истории с 1987 года.[3]

## Фотогалерея

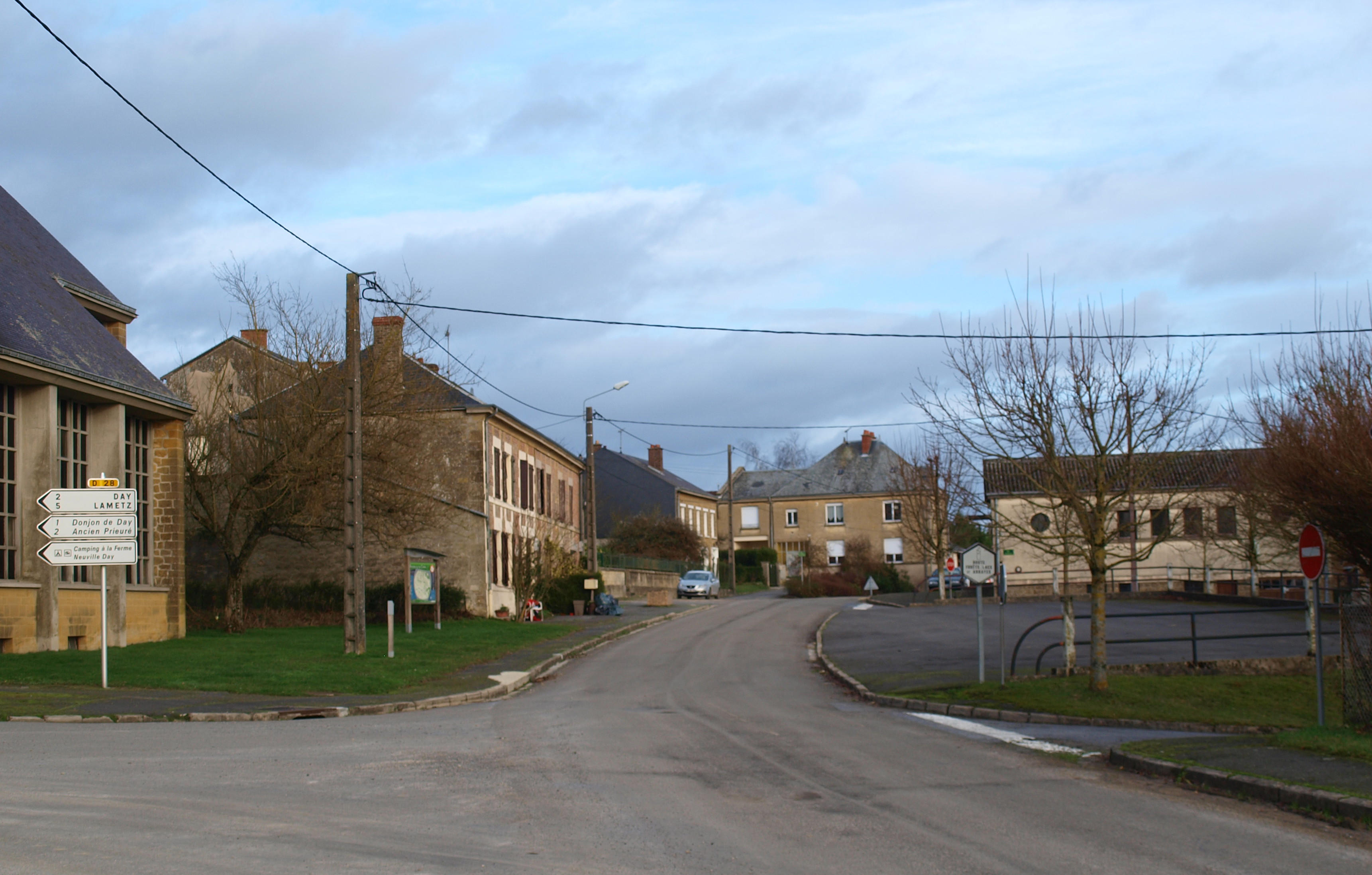
Нёвиль-Де
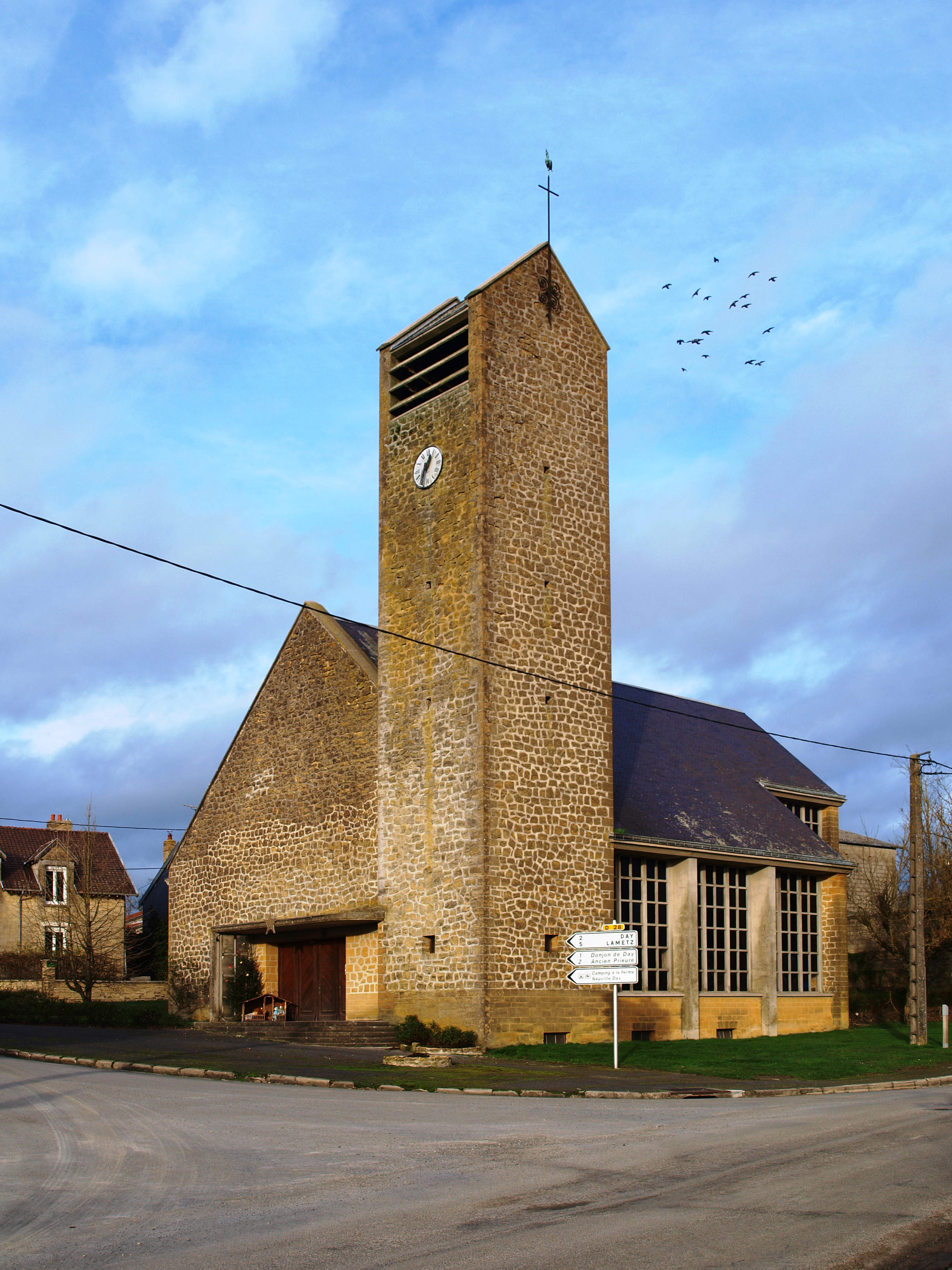
Церковь
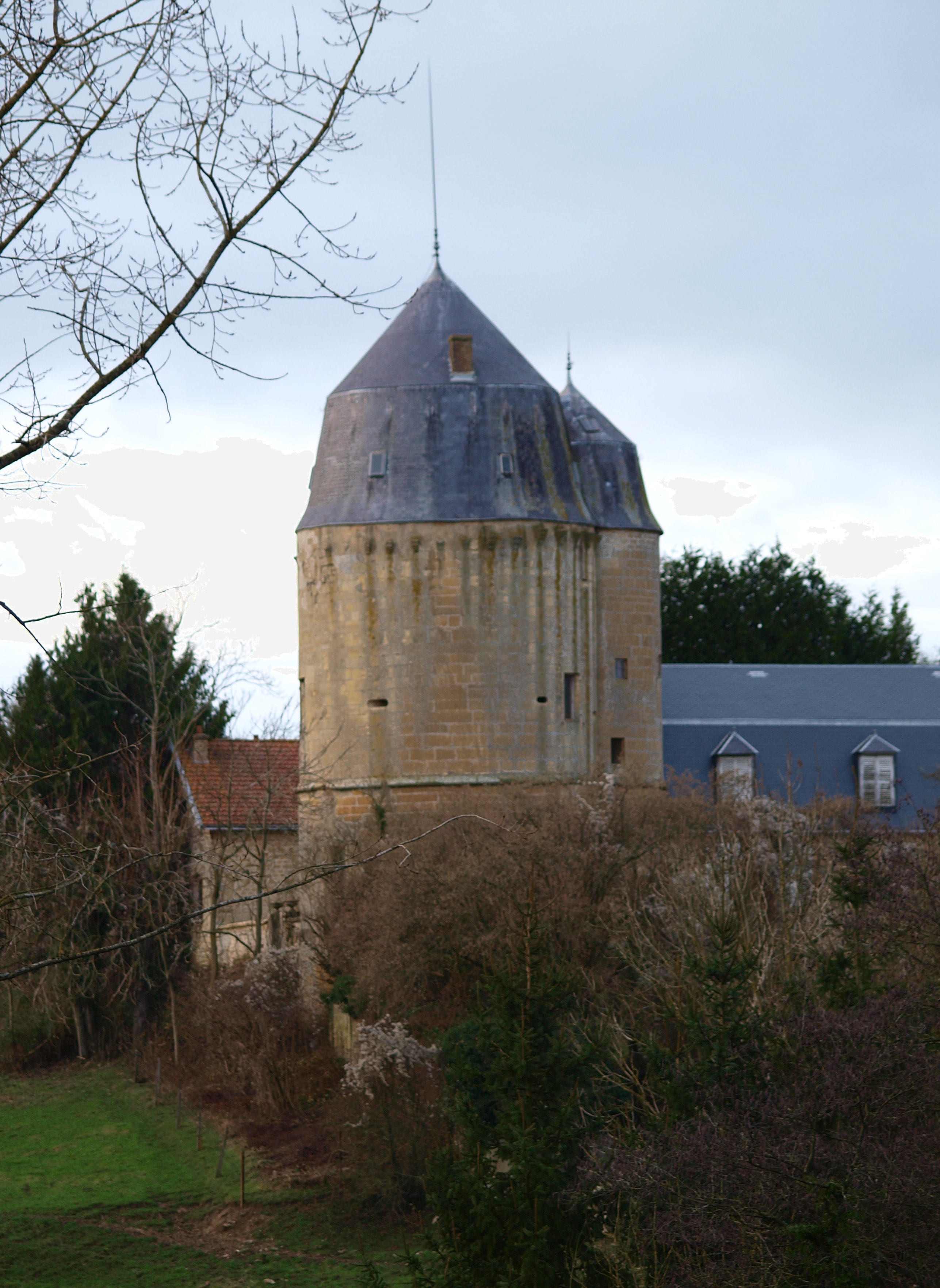
Донжон Де
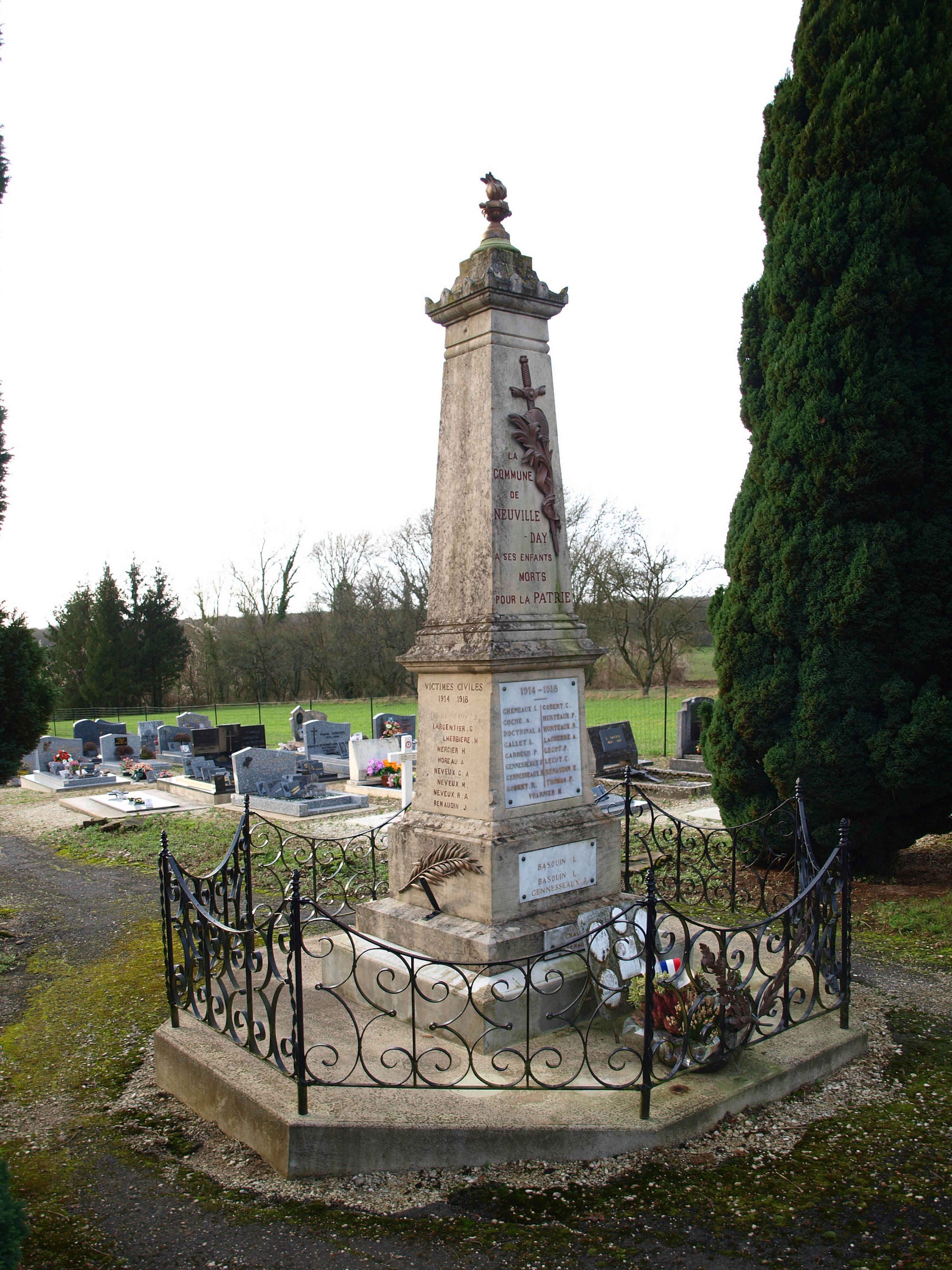
Памятник погибшим в Первой мировой войне